# Plavecké Podhradie
Plavecké Podhradie é um município da Eslováquia, situado no distrito de Malacky, na região de Bratislava. Tem 21,19 km² de área e sua população em 2019 foi estimada em 667 habitantes.

## Demografia
| Ano:        | 1994 | 2004   | 2014   | 2024   |
| ----------- | ---- | ------ | ------ | ------ |
| Broj ljudi: | 692  | 696    | 674    | 727    |
| Razlika:    |      | +0,57% | -3,16% | +7,86% |

| Ano:               | 2023 | 2024   |
| ------------------ | ---- | ------ |
| Número de pessoas: | 719  | 727    |
| Diferença:         |      | +1,11% |